# 1674 w muzyce
Wydarzenia muzyczne w 1674 roku.

## Urodzili się
- 9 stycznia – Reinhard Keiser, niemiecki kompozytor okresu baroku (zm. 1739)
- 29 września – Jacques-Martin Hotteterre, francuski kompozytor i flecista (zm. 1763)

Data dzienna nieznana
- Jeremiah Clarke, angielski kompozytor okresu baroku (zm. 1707)
- Isaac Watts, angielski pastor kongregacyjny, autor hymnów, teolog i logik (zm. 1748)

## Zmarli
- 12 stycznia – Giacomo Carissimi, włoski kompozytor, śpiewak, organista i kapelmistrz (ur. 1605)
- 24 lutego – Matthias Weckmann, niemiecki kompozytor i organista (ur. ok. 1619)